# Heptacarpus grebnitzkii
Heptacarpus grebnitzkii (лат.) — вид морских настоящих креветок из семейства Thoridae надсемейства Alpheoidea подотряда Pleocyemata. Назван в честь Николая Александровича Гребницкого (1848—1908) — русского зоолога и этнографа, управляющего Командорскими островами, собравшего типовой экземпляр.

## Внешний вид и строение
Напоминает Heptacarpus stylus, но отличается более плотным телосложением. Рострум почти такой же длины, как и остальная часть карапакса, достигает конца экзоподитов усиков, прямой, острый. Спинной киль начинается в середине карапакса, вооружен 8 равными и равноудаленными шипами, 2 из которых находятся позади глазницы, задний — в передней пятой части панциря, передний шип — как раз перед серединой рострума. Нижний край вооружен 2 или 3 шипами, задний из которых находится как раз впереди дистального из верхних шипов. Глаза очень маленькие. Стебель усика не доходит до середины экзоподита усика; базальный экзоподит усика достигает примерно середины второго членика. Экзоподит усика составляет три четверти длины панциря; лопасть значительно превышает шип. Шестой сегмент брюшка немного больше половины длины карапакса. Тельсон короче субэквивалента уропод и вооружен 4 парами боковых шипиков.
Размеры типового экземпляра (самки): длина 54,5 мм, длина карапакса и рострума 18,5 мм, рострума 8,7 мм.

## Распространение и места обитания
Обитает в прибрежных районах залива Петра Великого, у западной части Сахалина, у побережья Хоккайдо и Южных Курил. Встречается до глубины около 8 м, в основном в зарослях морской травы, реже на песке.